# Юрино (Торопецкий район)
Юрино — исчезнувшая деревня Торопецкого района Тверской области. Располагалась на территории Речанского сельского поселения.

## География
Деревня располагалась в южной части района, в 24 километрах к юго-востоку от города Торопец. Находилась на южном берегу озера Псовец, рядом с деревней Гольяново.

## История
На топографической карте Фёдора Шуберта, 1867—1901 годов обозначена деревня Юрина. Имела 6 дворов.
В списке населённых мест Псковской губернии за 1885 год значится деревня Юрино. Располагалась при озере Псовец в 15 верстах от уездного города. Входила в состав Хворостьевской волости Торопецкого уезда. Имела 9 дворов и 87 жителей.
На карте РККА 1923—1941 годов обозначена деревня Юрино. Имела 11 дворов.
Позднее вошла в состав деревни Гольяново.